# Parafia św. Jerzego w Biłgoraju (prawosławna)
Parafia św. Jerzego – parafia prawosławna w Biłgoraju, w dekanacie Zamość diecezji lubelsko-chełmskiej.
Na terenie parafii funkcjonują 2 cerkwie:
- cerkiew św. Jerzego w Biłgoraju – parafialna
- cerkiew Zaśnięcia Najświętszej Maryi Panny w Szczebrzeszynie – filialna[1]

## Historia

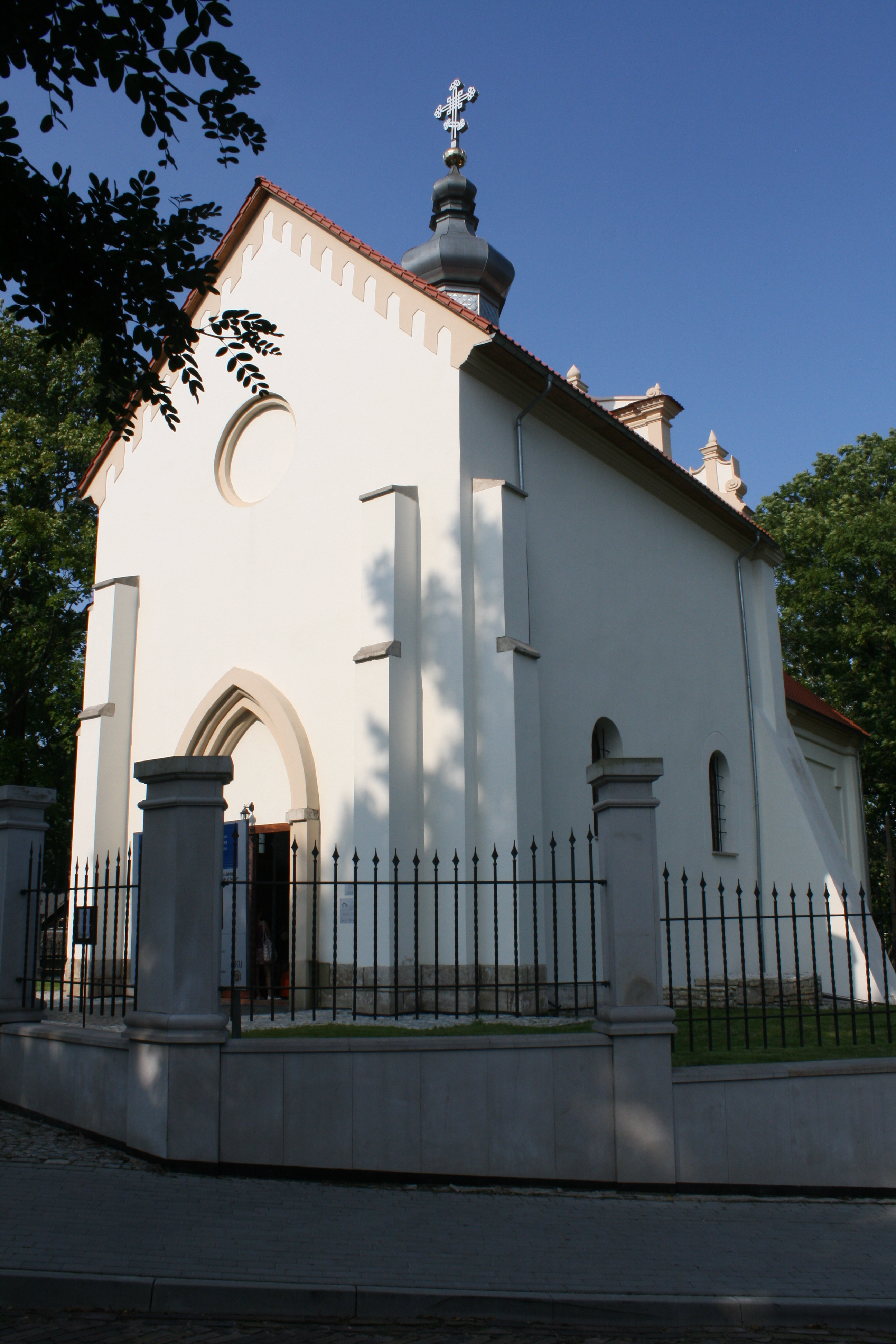
Cerkiew filialna Zaśnięcia Najświętszej Maryi Panny w Szczebrzeszynie

Parafię powołano 24 września 2006, poprzez wydzielenie z parafii w Tarnogrodzie. Wcześniej parafia prawosławna w Biłgoraju funkcjonowała w latach 1875–1916. W 2013 liczyła ponad 30 rodzin mieszkających w mieście i okolicznych miejscowościach.
Cerkiew parafialną zbudowano w latach 2008–2018, poświęcono 4 listopada 2018 r. W 2021 r. oddano do użytku i poświęcono wyremontowany dom parafialny.

## Wykaz proboszczów
- 24.09.2006 – 20.04.2010 – ks. Jarosław Biryłko
- 20.04.2010 – 10.08.2014 – ks. Jan Jałoza
- od 28.09.2014 – ks. Korneliusz Wilkiel[5]